# Mark Milligan
Mark Milligan (Sydney, Austràlia, 4 d'agost de 1985) és un exfutbolista australià que jugava com a defensa. Va disputar 25 partits amb la selecció d'Austràlia. Actualment fa d'entrenador.